# Louňovice (Kelet-prágai járás)
Louňovice település Csehországban, a Kelet-prágai járásban. Louňovice Struhařov, Mukařov, Vyžlovka és Svojetice településekkel határos. Lakosainak száma 1247 fő (2024. január 1.).

## Népesség
A település lakosságának változását az alábbi diagram mutatja:
| Lakosok száma | 205  | 227  | 317  | 519  | 408  | 950  | 1052 | 1113 | 1242 | 1247 |
|               | 1869 | 1900 | 1921 | 1961 | 1980 | 2011 | 2016 | 2019 | 2021 | 2024 |